# Arboretum national du vallon de l'Aubonne
 (mai 2016).
L'Arboretum du vallon de l'Aubonne est une collection botanique d'arbres et d'arbustes provenant du monde entier, créée en 1968 dans le vallon de l'Aubonne, dans le canton de Vaud, en Suisse.

## Situation
Situé sur les communes d'Aubonne, de Montherod, de Bière et de Saint-Livres, entre 500 et 670 m d'altitude, il s'étend sur 130 ha à l'intérieur d'un site agricole et forestier d'environ 200 ha. Il est traversé par l'Aubonne qui, venant du nord, est rejoint par le Toleure, venant de l'ouest. La rivière, qui garde le nom d'Aubonne, continue en direction du sud-est et se jette dans un lac de barrage dans lequel se jette également la Sandoleyre. L'Aubonne quitte ensuite l'Arboretum par son extrémité sud-est,.

## Caractéristiques et missions
L'arboretum compte près de 4500 arbres et arbustes provenant de toutes les zones tempérées de la planète. Ils sont regroupés par essences et répartis en boqueteaux suivant leurs exigences climatiques et édaphiques. On y trouve entre autres des reconstitutions de forêts du Japon et du nord-ouest des États-Unis (écotype des états de Washington et de l'Oregon). L'arboretum comprend encore un secteur pomologique appelé « Vergers d'autrefois », regroupant d'anciennes variétés fruitières, ainsi que des églantiers (« les Roses du Bois Guyot »). Les variétés en collection sont visibles dans la Base de données nationale Suisse pour la conservation des ressources phyto-génétiques.
À côté de ses missions scientifiques et éducatives, il poursuit un objectif récréatif. Ouvert jour et nuit, l'entrée de l'arboretum est soumise à un droit d'entrée de CHF 10.- par adulte (gratuit pour les enfants jusqu'à 18 ans et pour les membres de l'Association de l'Arboretum du Vallon de l'Aubonne). Des circuits balisés permettent de visiter les différentes collections d'arbres. Son aménagement et l'entretien des collections sont gérés par l'Association de l'Arboretum national du vallon de l'Aubonne (AAVA) ; les biens fonds et immeubles appartiennent, eux, à la Fondation de l'Arboretum national du vallon de l'Aubonne (FAVA), dont la mission est de garantir la pérennité des objectifs de l'arboretum.

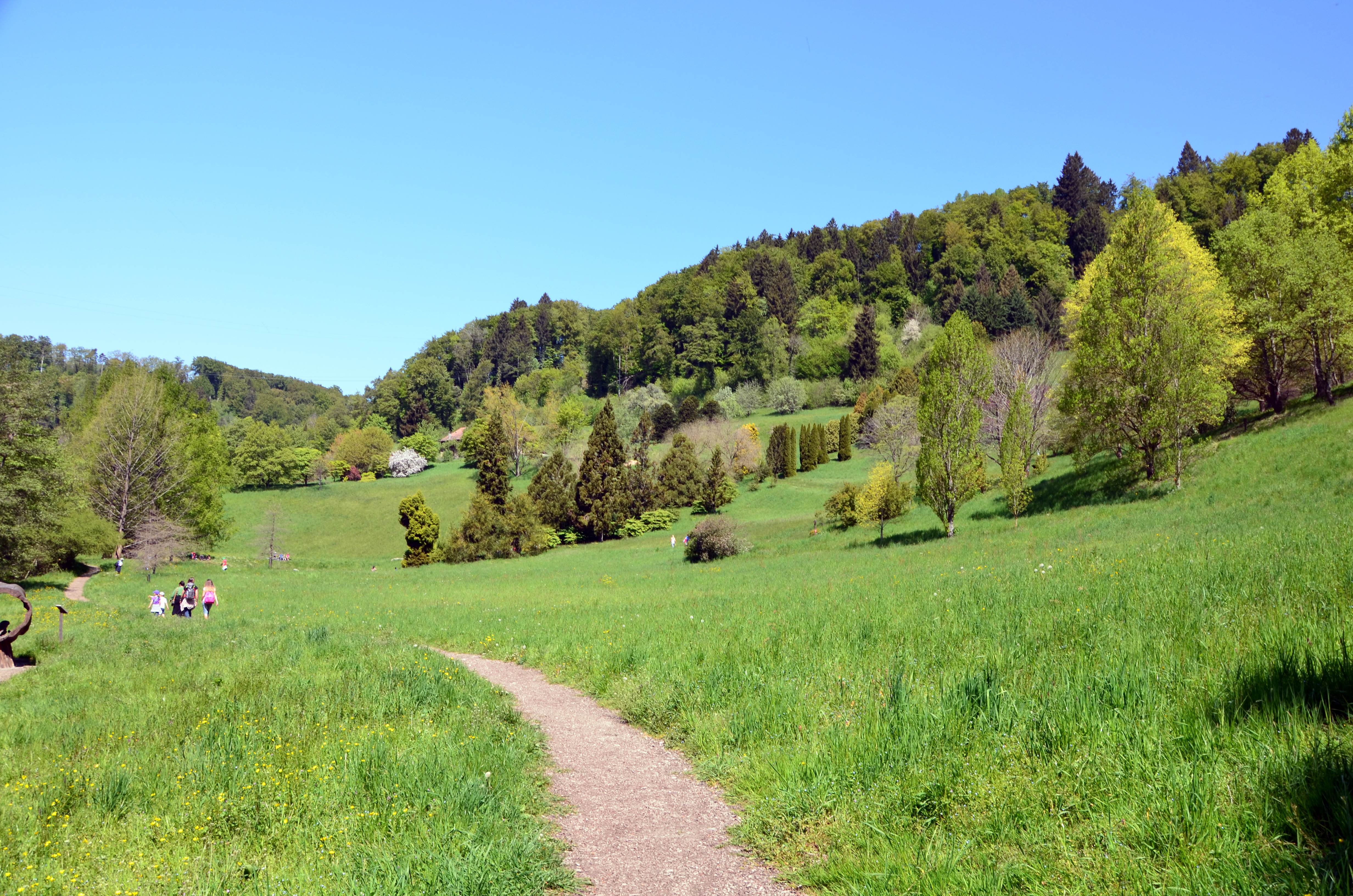
Un des sentiers parcourant le site.
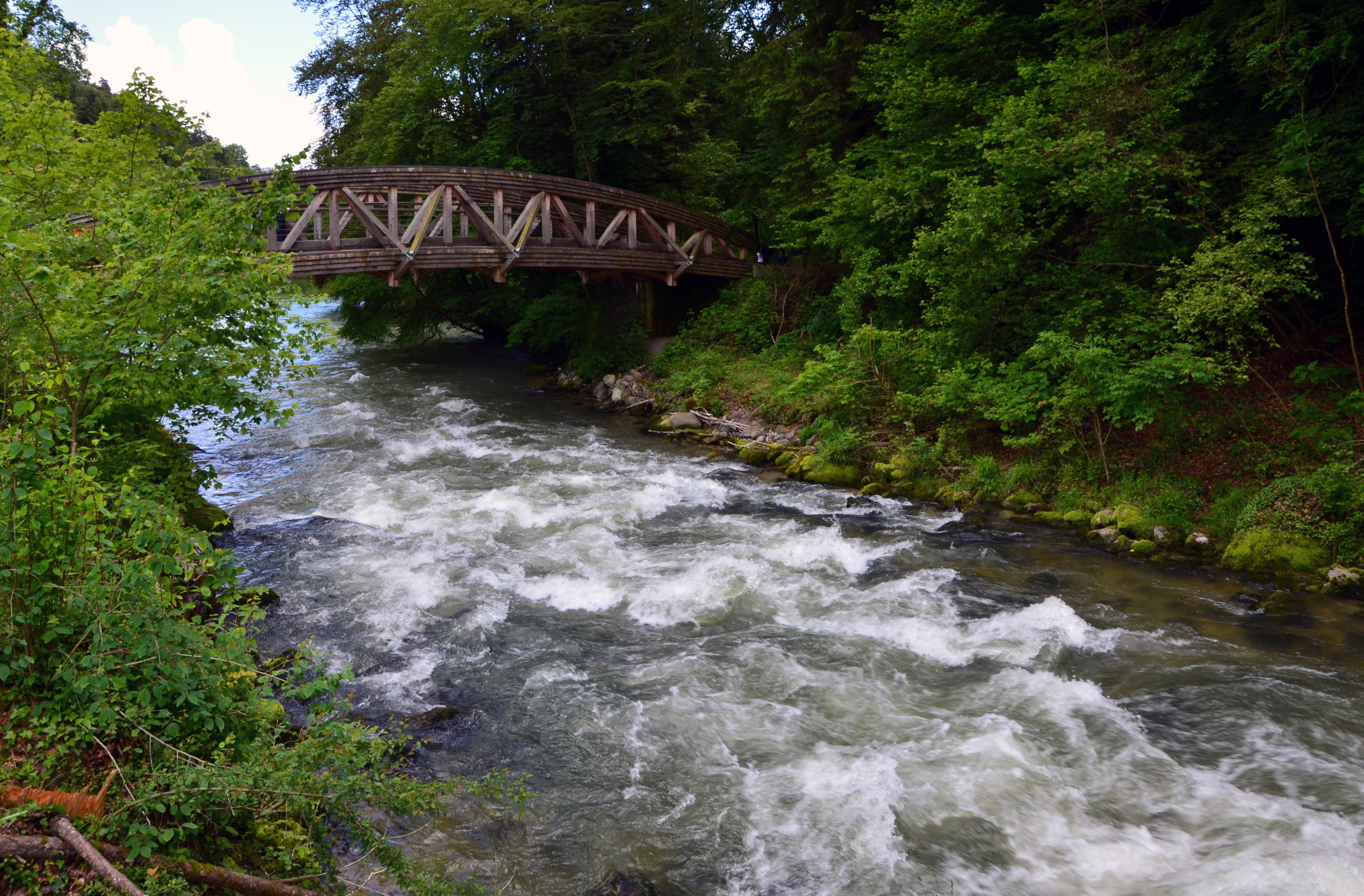
L'Aubonne à son passage dans l'arboretum.
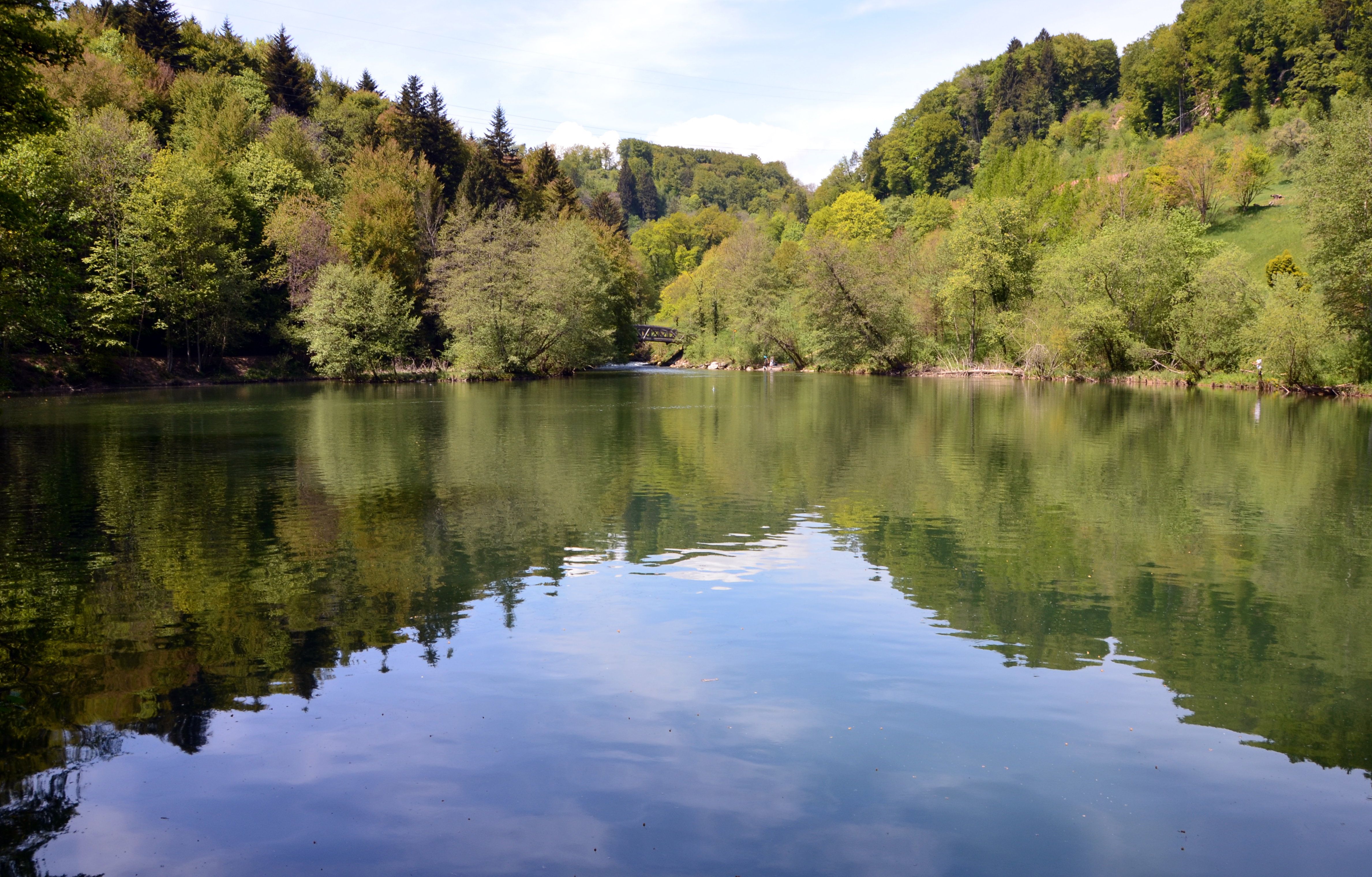
Le lac de barrage sur l'Aubonne situé au cœur de l'arboretum.
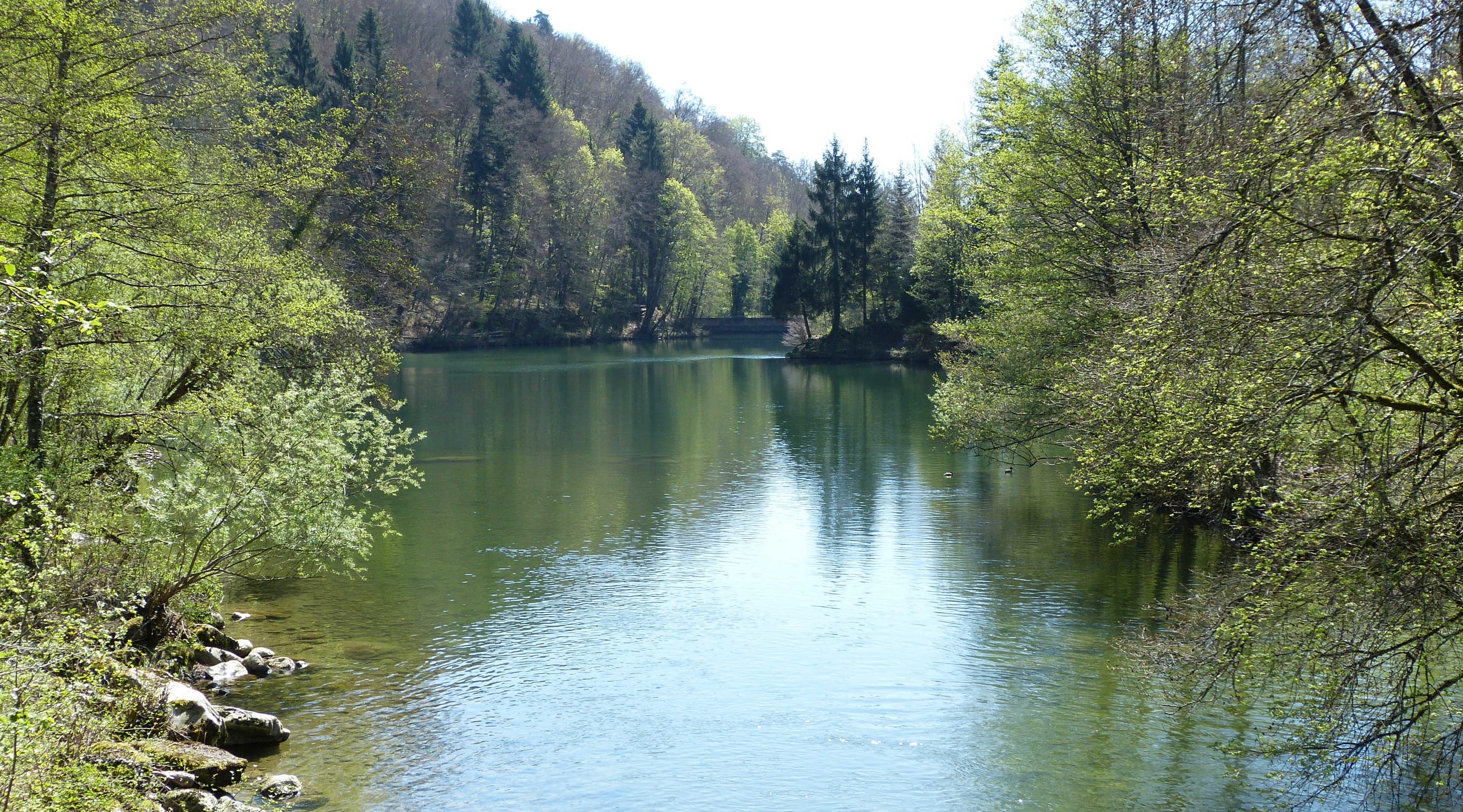
Le lac de barrage sur l'Aubonne.
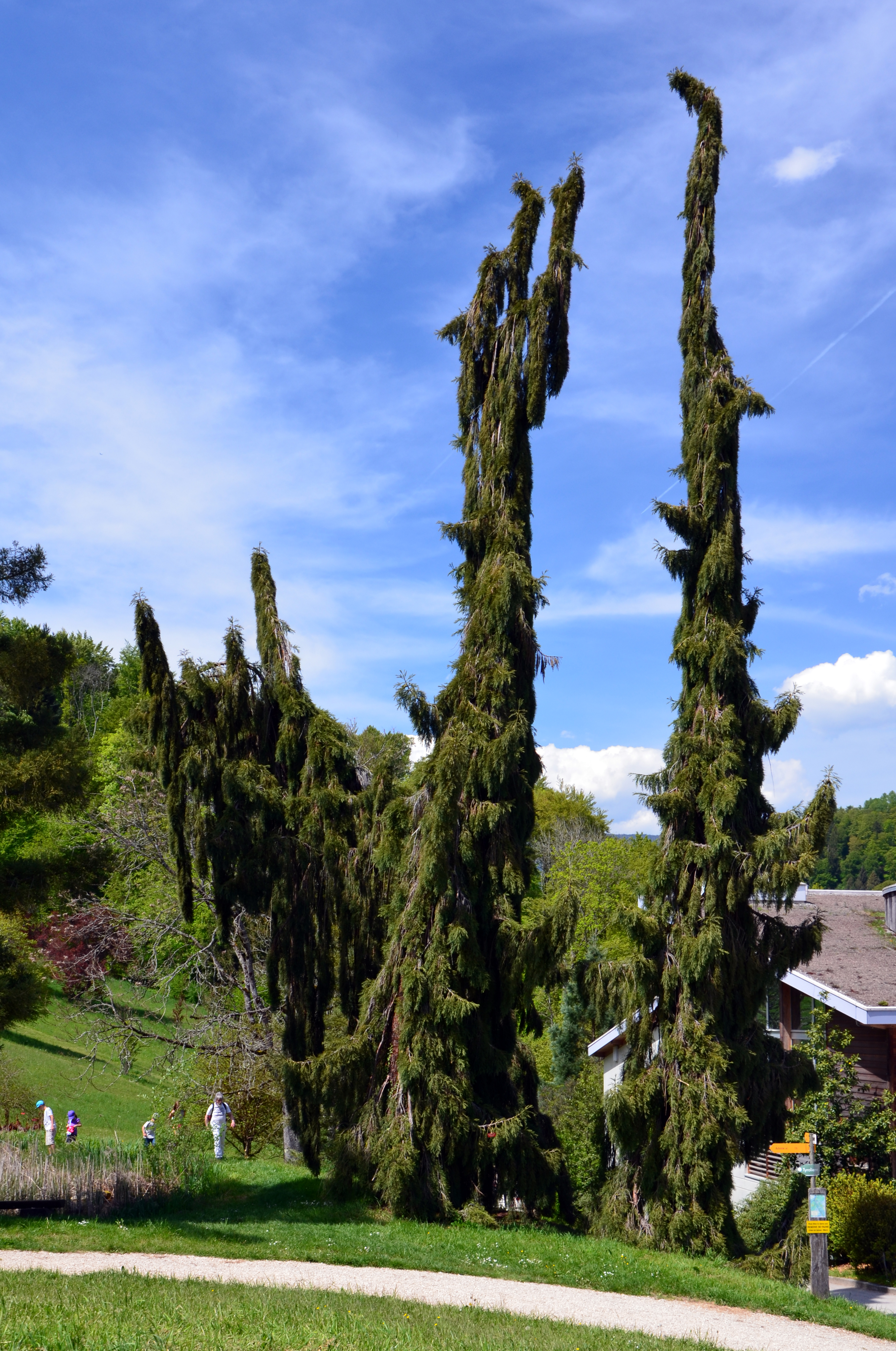
Des séquoias géants pleureurs (sequoiadendron giganteum pendulum).
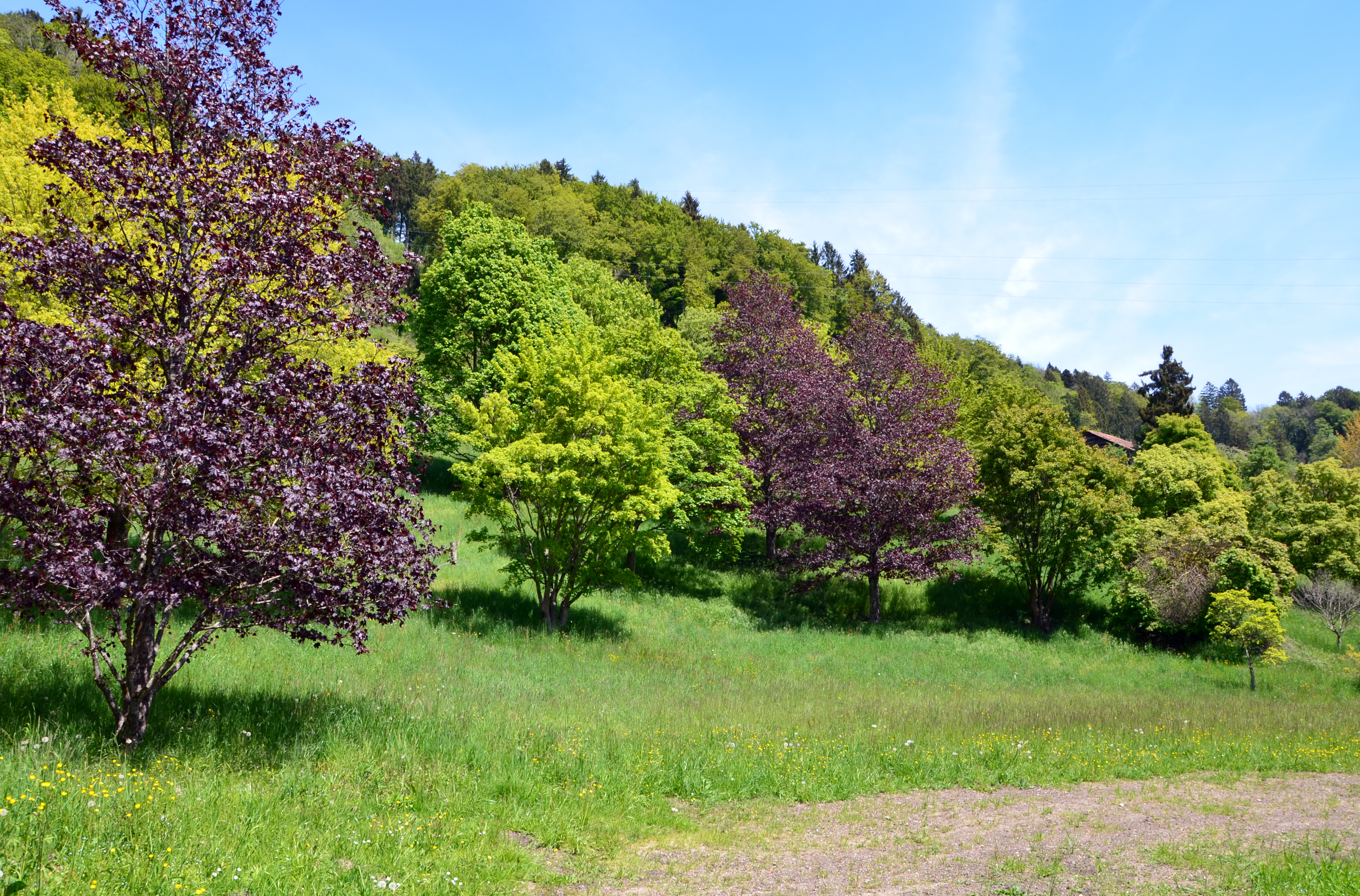
Des érables planes (acer platanoides), au feuillage de couleur rouge.
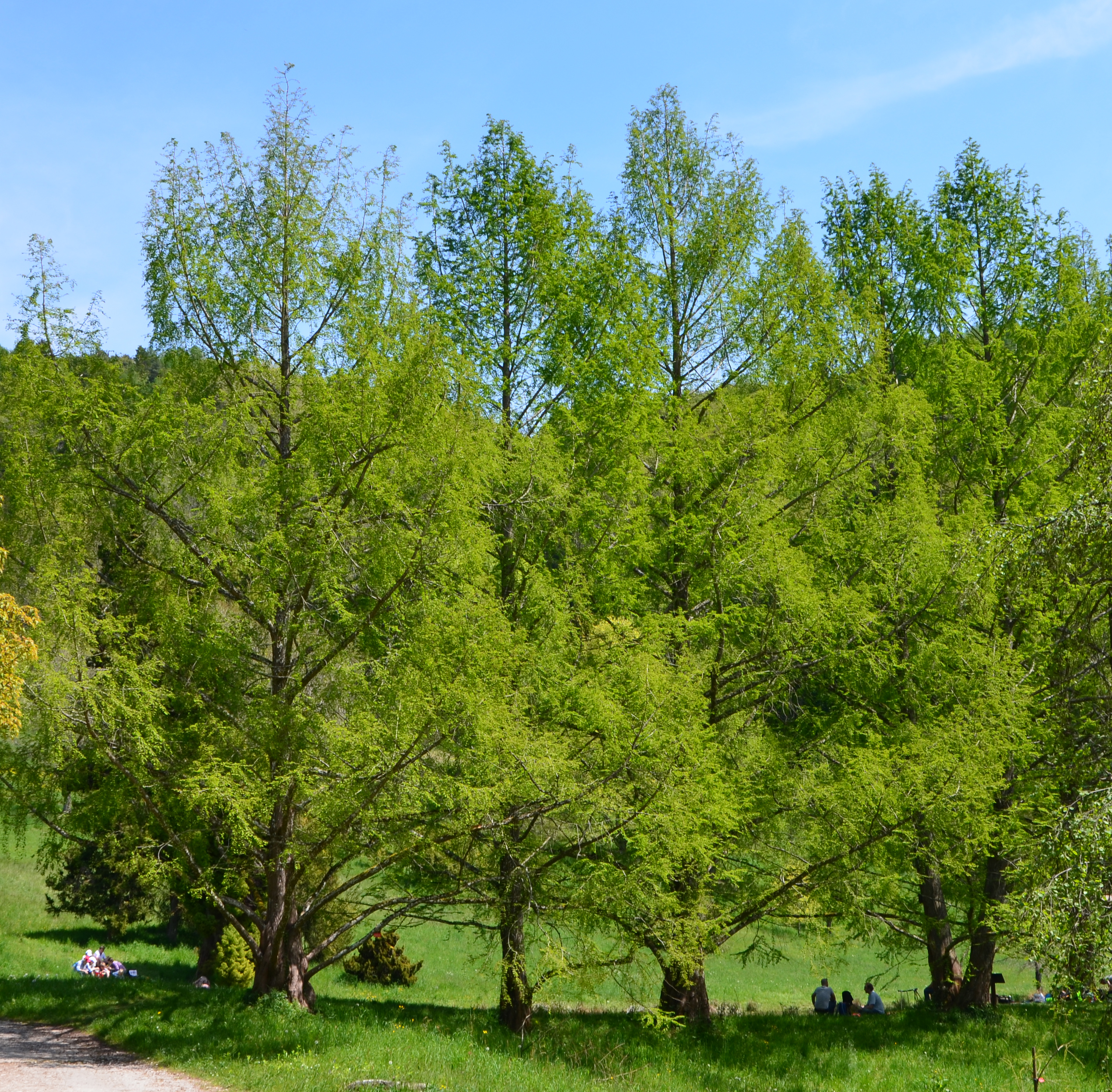
Des metasequoia glyptostroboides.

### Vergers d'autrefois

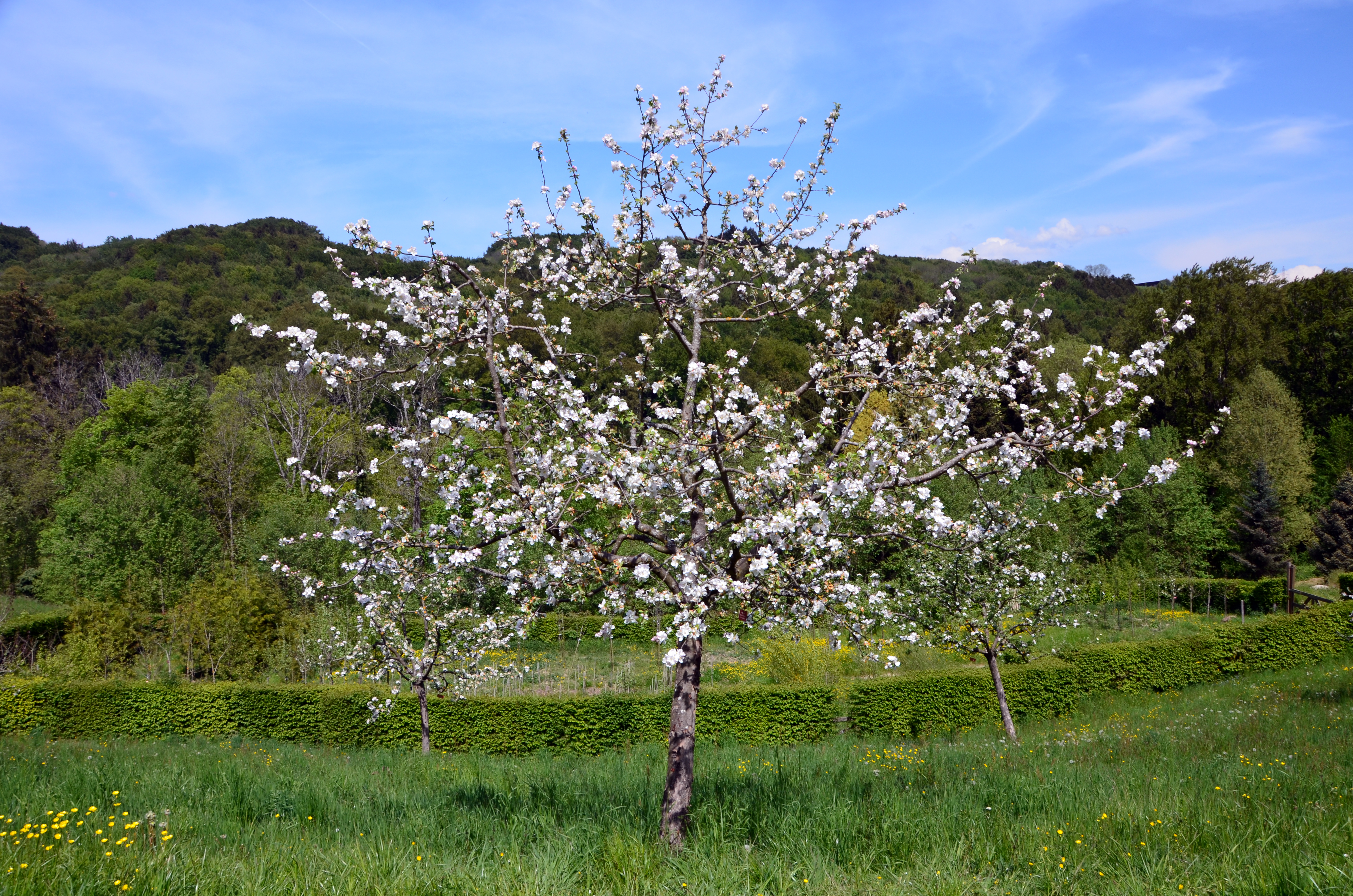
Pommier de la variété locale « grise vaudoise », en fleurs, à l'entrée de l'arboretum.

Depuis 1975, l'arboretum possède des vergers dans lesquels sont cultivées les anciennes variétés fruitières locales d'origine suisse ou de régions voisines : variétés souvent peu connues de fruits à pépins et à noyaux, parfois liées à des traditions, comme la Poire à Botzi dans le canton de Fribourg ou les Poires à Rissoles à Genève. Quelques curiosités d'autres régions y sont en outre présentées, comme la pomme sans pépin, la griotte de la Toussaint, la prune sans vers, la pomme d'api étoilée, pentagonale, ou la Poire Sept en gueule cultivée par les Grecs. Ces vergers se situent au Crépon (sur la commune de Saint-Livres, au-dessus du secteur de La Vaux), à l'entrée de l'arboretum, au-dessus de la pépinière et derrière la ferme de La Vaux,.

### Les Roses du Bois Guyot
Une imposante roseraie est plantée au lieu-dit Bois Guyot, prairie pentue et ensoleillée proche de l'endroit où le Toleure se jette dans l'Aubonne. Depuis 1979 s'y trouvent quelque 200 espèces et variétés de rosiers sauvages, représentant un millier de plants, surtout du genre rosa. Avec l'aide des Conservatoire et Jardin botaniques de la Ville de Genève, des jardins botaniques du monde entier ont fourni les semences nécessaires à la création de cette collection.

### Forêt japonaise

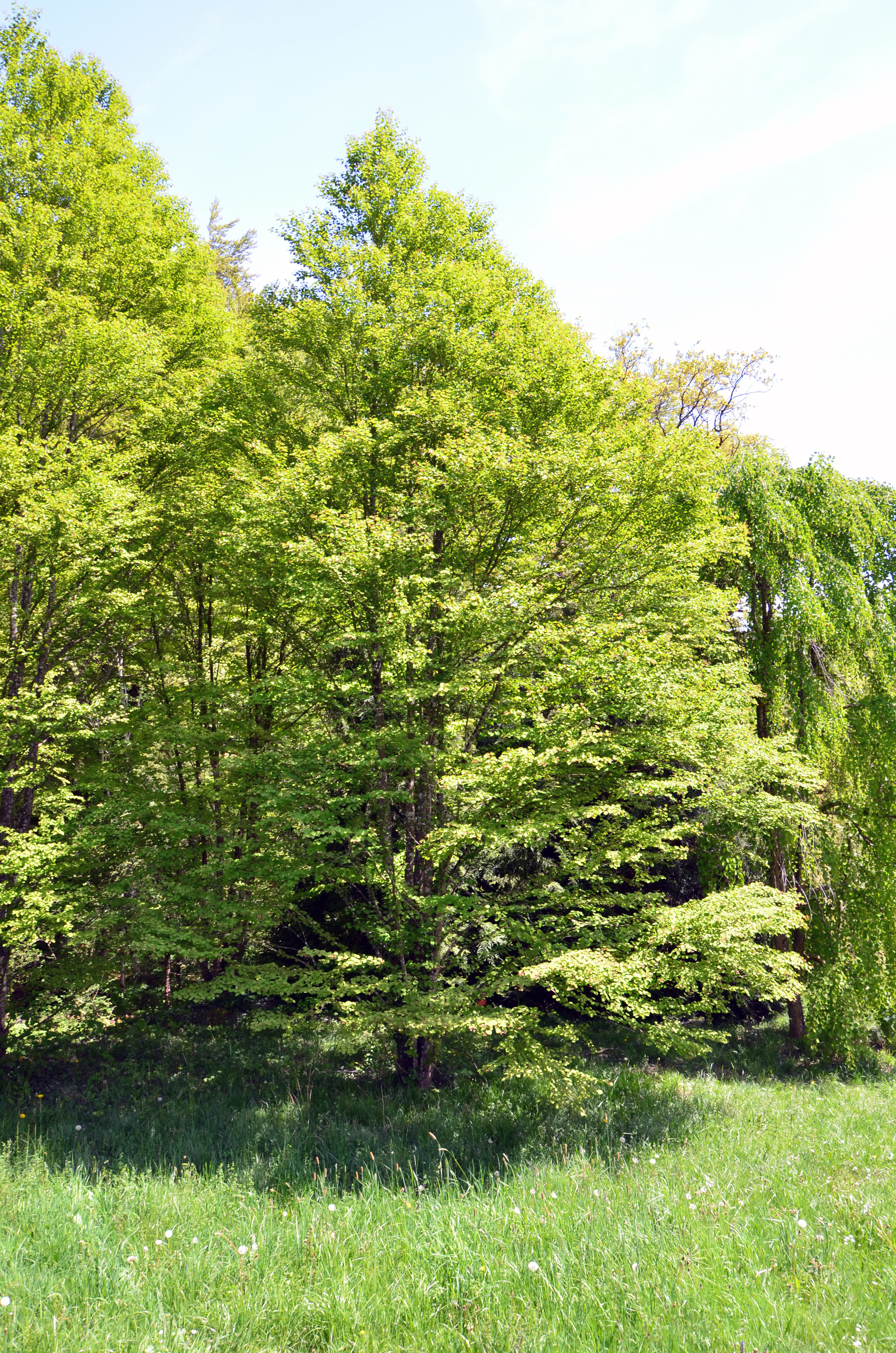
Un arbre au caramel, ou katsura (cercidiphyllum japonicum), arbre d'origine japonaise.

En 1979, à la suite de contacts établis lors d'un voyage à la découverte des forêts de la moitié sud du Japon, quelques semences ont été obtenues de la part du centre de recherche forestier national de Tsukuba. Elles ont à l'époque permis la création d'une petite forêt de cèdres du Japon (ou sugi, cryptomeria japonica) et d'une de type Kitayama. Le projet d’implantation d'autres espèces végétales japonaises dans le terrain de l'arboretum a été accepté en 1993. En 2004 et 2005, des contacts avec les stations de recherche forestière d'Hokkaidō et d'Ishikawa ont permis d'obtenir des semences de hêtre du Japon (fagus crenata), de cèdres du Japon (Sugi d'Akita, cryptomeria japonica) et de faux orme de Sibérie, ou Keyaki (zelkova carpinifolia). Les graines obtenues à la fin des années 1970 ont permis de cultiver de plus des charmes du Japon (carpinus japonica), des charmes de Tschonosk (carpinus tschonoskii) et des Sugi d'Akita. Les autres plantes (buissons et arbustes) de la forêt japonaise ont été produites à partir de graines obtenues auprès de jardins japonais grâce à l'index seminum.
Certaines conditions de terrain existantes ont été mises à profit, comme pour certaines essences forestières comme le Stewartia pseudocamellia qui ne peuvent prospérer qu’en milieu acide. En effet, bien que le vallon de l'Aubonne soit situé au pied du Jura qui est calcaire, il est constitué de dépôts morainiques acides transportés par le glacier du Rhône. Cette forêt reproduit celles de la zone tempérée froide du Japon : hêtraie du Japon central, forêt humide à pterocarya rhoifolia et cercidiphyllum, frênaie à fraxinus spaethiana et quelques formations riches en résineux. On y trouve de plus un secteur réservé à la végétation forestière d'Hokkaidō, la région la plus septentrionale du Japon.

#### Recherche scientifique et conservation
Une collaboration est prévue avec la chaire forestière de l'université de Tokyo (qui possède des forêts d'enseignement dans le Japon central et à Hokkaidō) ainsi qu'avec le Service forestier japonais. Le modèle de forêt japonaise de l'arboretum du vallon de l'Aubonne devrait permettre à la recherche japonaise de mieux connaître les faiblesses des espèces japonaises face à l'éventuelle importation de pathogènes d'origine européenne, à l'exemple de la chenille processionnaire du pin qui se développe facilement sur le pin noir du Japon (pinus thunbergii). Il pourra en outre démontrer les effets du réchauffement climatique, par exemple sur la migration du hêtre vers le nord au Japon.
Un autre rôle de la forêt japonaise de l'arboretum est d'y conserver des espèces devenues rares dans la nature de leur pays d'origine. L'arboretum possède un faux magnolia de Kobé, arbre disparu de la nature au Japon.

### Arbr'espace
L'Arbr'espace est le centre de gestion et d'accueil de l'Arboretum. On y trouve de plus une buvette, une boutique de souvenirs, une galerie présentant des expositions temporaires sur le thème de la forêt et de la nature, une salle de conférences et des salles de congrès.

### Musée du bois
Lorsque les arbres de l'Arboretum étaient encore trop jeunes pour mériter la visite de promeneurs non avertis, l'idée s'est imposée de créer, à l'étage supérieur de la ferme de Plan, un Musée de l'outil et des métiers du bois et de la forêt, pour sauver de l'oubli le geste séculaire des artisans et pour rendre hommage à la prodigieuse inventivité de nos ancêtres.
À ce jour, le catalogue compte plus de 6'000 pièces dont 1'500 environ sont présentées au public à titre permanent ou dans des expositions temporaires annuelles.

### Bibliothèque Suisse de Dendrologie
La Bibliothèque Suisse de Dendrologie (BSD) se situe dans le centre de gestion de l’Arboretum. Elle regroupe des ouvrages concernant les arbres et les arbustes ainsi que d’autres disciplines voisines ou complémentaires.

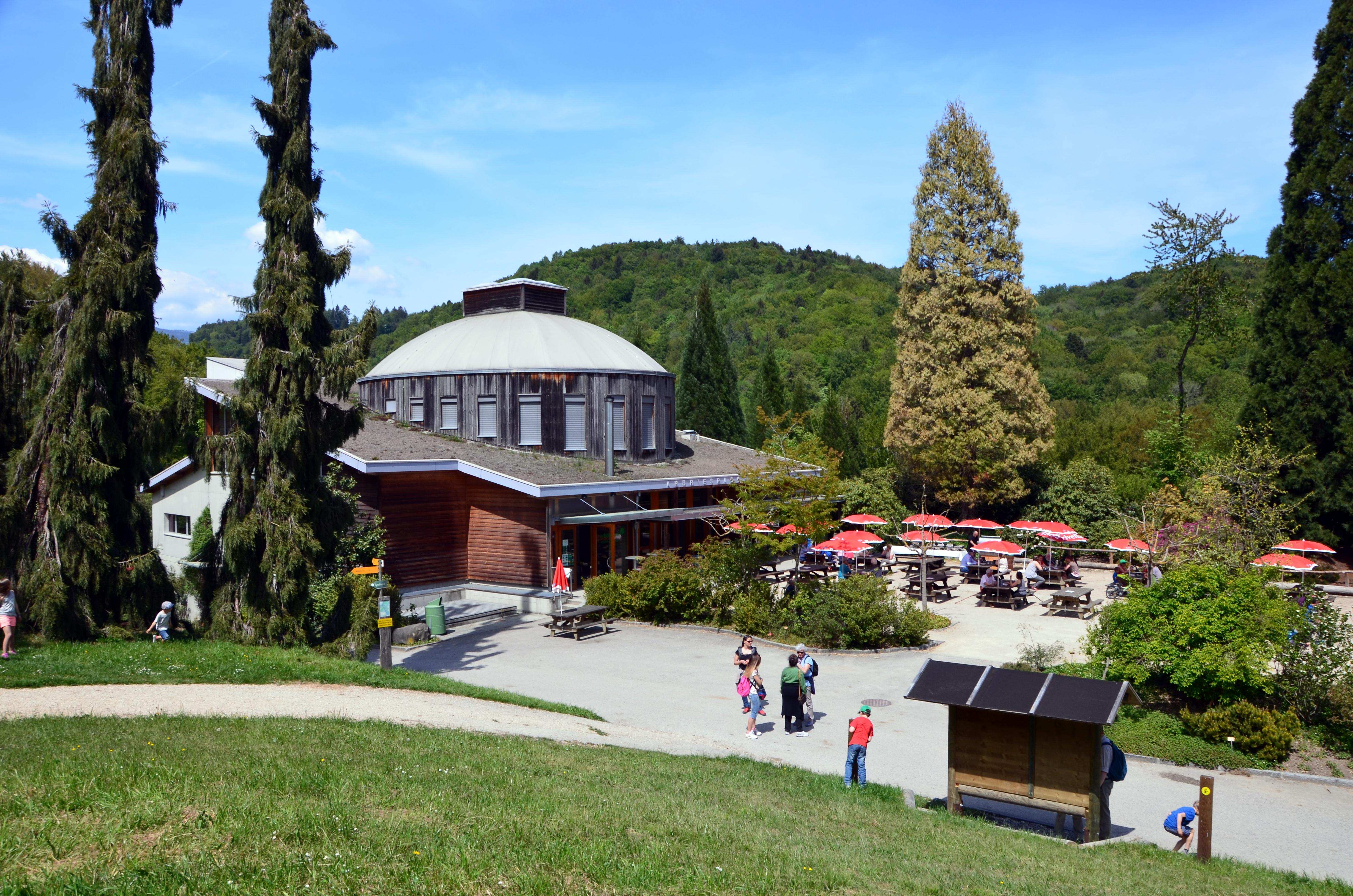
L'Arbr'espace.
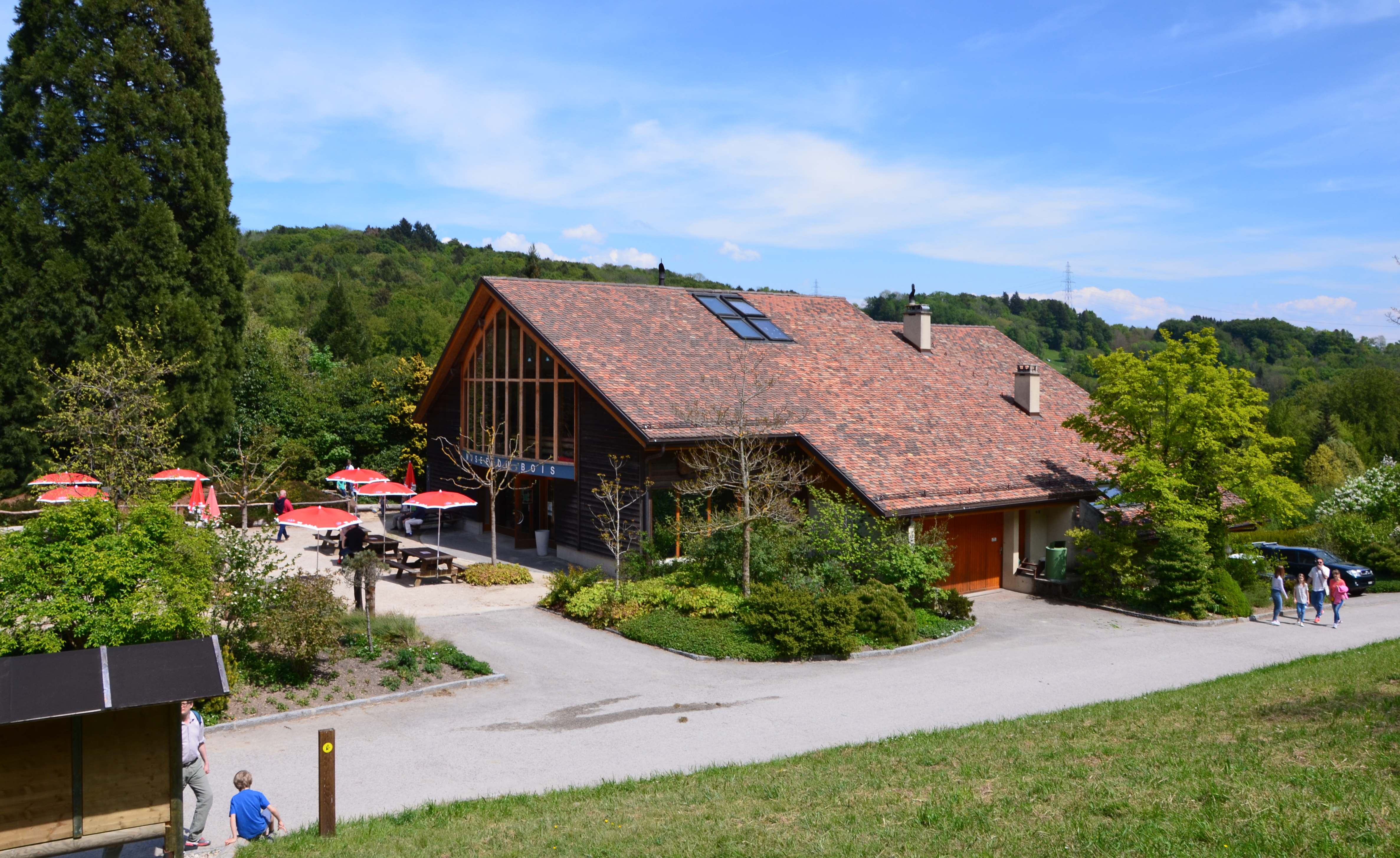
Le musée du bois.

## Publication
J.-F. Robert, Bulletin de l'AAVA « Spécial 20 ans », septembre 1988, 41 p.